# Ciąża po terminie
Ciąże trwające powyżej 41 tyg. zaliczamy do ciąż podwyższonego ryzyka, a trwające dłużej niż 42 tyg. do tzw. ciąż po terminie.
Około 10% ciąż trwa dłużej niż 41 tygodnie. Wiąże się to ze zwiększonym ryzykiem umieralności okołoporodowej. Szczególnie w ciążach trwających ponad 42 tygodnie jest to wyraźnie widoczne. Uważa się, że przyczyną zwiększonego ryzyka jest postępująca niewydolność maciczno-łożyskowa.
Występuje zwiększone ryzyko dla noworodka:
- niedotlenienia płodu
- obecności smółki w płynie owodniowym
- zespołu aspiracji smółki
- dystocji barkowej
- wad rozwojowych
- urazów

Występuje zwiększone ryzyko dla ciężarnej:
- krwotoku poporodowego
- porodu zabiegowego
- cięcia cesarskiego

## Ciąża przeterminowana a przenoszona
Ciąża przenoszona w przeciwieństwie do ciąży przeterminowanej, występuje w momencie, w którym dochodzi do przedwczesnej niewydolności maciczno-łożyskowej. W momencie, kiedy płód zdolny jest już do samodzielnego życia poza organizmem matki, powstaje dylemat czy rozwiązać ciążę, przed wyznaczonym terminem, czy też zastosować postawę wyczekującą. W większości przypadków, przeprowadza się wzmożony nadzór nad ciężarną i w przypadku występowania objawów bezpośredniego zagrożenia, rozwiązuje się ciążę.